# Tales from the Punchbowl
Tales from the Punchbowl – czwarty studyjny album muzyczny amerykańskiego zespołu Primus. Wydawnictwo uzyskało status złotej płyty. Teledysk do "Wynona’s Big Brown Beaver” został uznany za jeden z najlepszych teledysków roku przez magazyn Rolling Stone. Z kolei utwór "Wynona's Big Brown Beaver” otrzymał nominację do nagrody Grammy w kategorii Best Hard Rock Performance. 

## Lista utworów
| 1.  | "Professor Nutbutter's House Of Treats" (7:13) |  |
|     |                                                |  |
| 2.  | "Mrs. Blaileen" (3:19)                         |  |
|     |                                                |  |
| 3.  | "Wynona's Big Brown Beaver" (4:23)             |  |
|     |                                                |  |
| 4.  | "Southbound Pachyderm" (6:22)                  |  |
|     |                                                |  |
| 5.  | "Space Farm" (1:45)                            |  |
|     |                                                |  |
| 6.  | "Year Of The Parrot" (5:45)                    |  |
|     |                                                |  |
| 7.  | "Hellbound 17 1/2 (Theme From)" (2:59)         |  |
|     |                                                |  |
| 8.  | "Glass Sandwich" (4:05)                        |  |
|     |                                                |  |
| 9.  | "Del Davis Tree Farm" (3:23)                   |  |
|     |                                                |  |
| 10. | "De Anza Jig" (2:26)                           |  |
|     |                                                |  |
| 11. | "On The Tweek Again" (4:41)                    |  |
|     |                                                |  |
| 12. | "Over The Electric Grapevine" (6:25)           |  |
|     |                                                |  |
| 13. | "Captain Shiner" (1:17)                        |  |
|     |                                                |  |